# Gottfried Falk
Gottfried Falk (* 16. August 1922 in Gelsenkirchen; † 20. Oktober 1991 in Karlsruhe) war ein deutscher theoretischer Physiker und Physikdidaktiker.
Falk studierte Mathematik und Physik an der Philipps-Universität Marburg, wo er 1951 mit einer Arbeit über Axiomatik als Methode physikalischer Theorienbildung promoviert wurde. Zu seinen Lehrern zählten Kurt Reidemeister. 1953 habilitierte er sich in Marburg und war dort Dozent. 1954 bis 1958 war er Dozent an der RWTH Aachen (wo er bei Josef Meixner Assistent war), ab 1957 als außerplanmäßiger Professor. 1957 war er Visiting Associate Professor an der New York University. Danach ging er an die TH Karlsruhe, wo er 1960 ordentlicher Professor für Mathematische Physik und später Leiter des Instituts für Didaktik der Naturwissenschaft wurde.
Er befasste sich insbesondere mit den begrifflichen Grundlagen der Physik und speziell der Thermodynamik (er arbeitete schon in den 1950er Jahren über deren Axiomatisierung), woraus sich ein didaktisches Konzept der Physik mit Hervorhebung extensiver (mengenartiger) Größen wie Energie, Entropie, Impuls, Ladung und Stoffmenge entwickelte (und zugehörigen intensiven Größen, Flüssen), das am Zentrum für Didaktik der Naturwissenschaften in Karlsruhe ausgebaut wurde (Karlsruher Physikkurs). Das fand unter anderem in zwei Lehrbüchern mit Wolfgang Ruppel seinen Niederschlag. Der begriffliche Aufbau ist ähnlich wie in der Elektrizitätslehre, nur strömen z. B. in der Mechanik keine Ladungen, sondern Impuls und Drehimpuls, oder in der Thermodynamik Entropie (als weitere zwischen zwei Systemen ausgetauschte, extensive Größe kommt jeweils die Energie hinzu, Impuls in der Mechanik bzw. Entropie in der Thermodynamik werden als jeweilige Energieträger aufgefasst). Entsprechend spielen die Begriffe Energie, Impuls, Entropie eine zentralere Rolle im didaktischen Aufbau als in der üblichen Behandlung etwa der Mechanik im Newtonschen Rahmen, siehe Punktmechanik. Auch die Darstellung der physikalischen Chemie wird in diesen Rahmen durchgeführt, mit Stoffmengen als extensiver Grundgröße. Falk sieht darin eine allgemeine Dynamik, die die Thermodynamik verallgemeinert und mit der Betrachtung von Zuständen und Übergängen zwischen Zuständen auch begriffliche Nähe zur Quantenmechanik hat.

## Schriften
- mit Wolfgang Ruppel: Mechanik, Relativität, Gravitation, Springer 1973.
- mit Wolfgang Ruppel: Energie und Entropie – eine Einführung in die Thermodynamik, Springer 1976.
- mit Friedrich Herrmann: Neue Physik – Das Energiebuch, Schroedel 1981.
- Theoretische Physik auf der Grundlage einer allgemeinen Dynamik, 2 Bände (Bd. 1 Elementare Punktmechanik, Bd. 2 Thermodynamik) und 2 Bände Übungsaufgaben mit Lösungen, Springer, Hochschultaschenbücher 1966, 1968.
- Physik, Zahl, Realität – Die begrifflichen und mathematischen Grundlagen einer universellen quantitativen Naturbeschreibung, Birkhäuser 1990.
- mit Herbert Jung: Axiomatik der Thermodynamik, 1959, in Flügge (Hrsg.) Handbuch der Physik, Teilband Prinzipien der Thermodynamik und Statistik.
- Algebra, 1955, in Siegfried Flügge (Hrsg.) Handbuch der Physik, Teilband Mathematische Methoden, Bd. 2
- Was an der Physik geht uns alle an?, Physikalische Blätter 1977, Heft 12.